# Eleccions presidencials belarusses de 2010
Les eleccions presidencials de 2010 van tenir lloc a Belarús el 19 de desembre de 2010. L'elecció va ser planejada originalment per a principis de 2011. No obstant això, la data límit es va establir durant una sessió extraordinària de l'Assemblea Nacional de Belarús el 14 de setembre de 2010.
Dels deu candidats, el qui era l'actual president, Aleksandr Lukaixenko, va ser declarat guanyador per la Comissió Electoral Central, amb 79,67% dels vots. Andrej Sannikau (Andrei Sannikov) va rebre el segon major percentatge. Després d'una protesta que va ser violentament reprimida per la policia antiavalots de la nit després de l'elecció, centenars de manifestants i set candidats presidencials van ser arrestats per la KGB. - incloent el candidat Andrei Sannikov
Els països occidentals van condemnar l'elecció com una farsa i una ofensa flagrant a la democràcia i els drets humans. Els Estats Units i la Unió Europea van demanar l'alliberament de tots els ex candidats empresonats, però no van fer res més, excepte una prohibició de viatjar a Lukaixenko. Per contra, països com Síria, la Xina, Vietnam, i Rússia van felicitar el titular reelegit.